# Montagnes basques
Les Montagnes basques constituent une petite chaîne de montagnes située dans le nord de la péninsule Ibérique. Elles s'élèvent entre la cordillère Cantabrique à l'ouest, les Pyrénées à l'est, le bassin de l'Èbre au sud et le golfe de Gascogne au nord. La chaîne traverse la communauté autonome du Pays basque. Cette chaîne de montagnes a une superficie de 7 200 km2 avec une population de 1 483 572 habitants. Elle traverse 230 municipalités.
Elles se situent plus précisément dans toute la Biscaye, le Guipuscoa et l'Alava excepté la Rioja Alavaise et le Nord-Ouest de la Navarre.

## Géographie

### Topographie

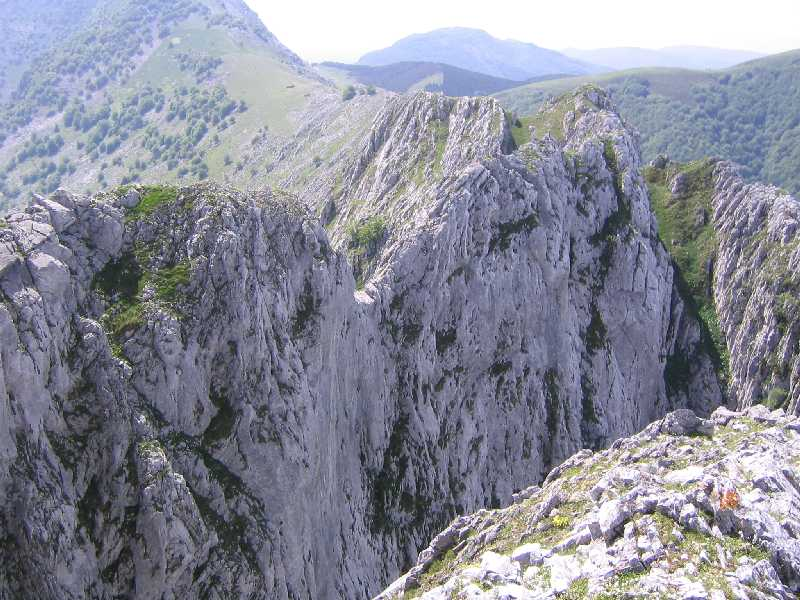
Alluitz (Paso del Diablo, Infernuko Zubia) : la roche calcaire est fracturée et profondément érodée (karst).

C'est une élévation intermédiaire entre les deux chaînes principales, que les géologues appellent le seuil basque ; certains considèrent que les monts Cantabriques et les Pyrénées forment une seule et même chaîne, dont les montagnes basques feraient partie.
Deux sillons parallèles courent d'ouest en est, l'un central et l'autre sur la côte cantabrique. Entre les deux, on trouve à 500 mètres d'altitude un plateau appelé Llanada Alavesa (plaine d'Alava) sur lequel se développe la capitale Vitoria-Gasteiz. À l'est de la Llanada, une étroite vallée appelée la Burunda ou la Barranca sépare les deux sillons, entre Urbasa-Andia au sud et Aralar au nord. La vallée est le lien principal entre Vitoria-Gasteiz et Pampelune.

### Les massifs
C'est une chaîne de moyenne montagne dont l'Aketegi (1 551 m) dans le massif d'Aizkorri est le point culminant.
- Dans le sillon central, les massifs principaux d'ouest en est sont :
  - Massif de Salbada (Orduña),
  - Monts de Gasteiz, dont le sommet le plus important est le Kapildui (1 177 m),
  - Izki,
  - Urbasa, un plateau à 1 000 m d'altitude,
  - Andia, avec le spectaculaire Beriain (1 493 m) ;
- Dans le sillon côtier, les massifs principaux d'ouest en est sont :
  - Gorbeia (1 481 m), le plus haut sommet de la Biscaye,
  - Urkiola, dont l'Anboto (1 331 m) est le pic le plus élevé,
  - Elgea,
  - Aitzkorri,
  - Urkilla, dont l'Aratz est le plus élevé (1 442 m),
  - Aralar, dont le Txindoki (1 342 m) est le plus connu.

On trouve d'autres sommets plus près de la côte, comme les Ganekogorta, Oiz, Sollube, Arrate, Kalamua et Hernio.

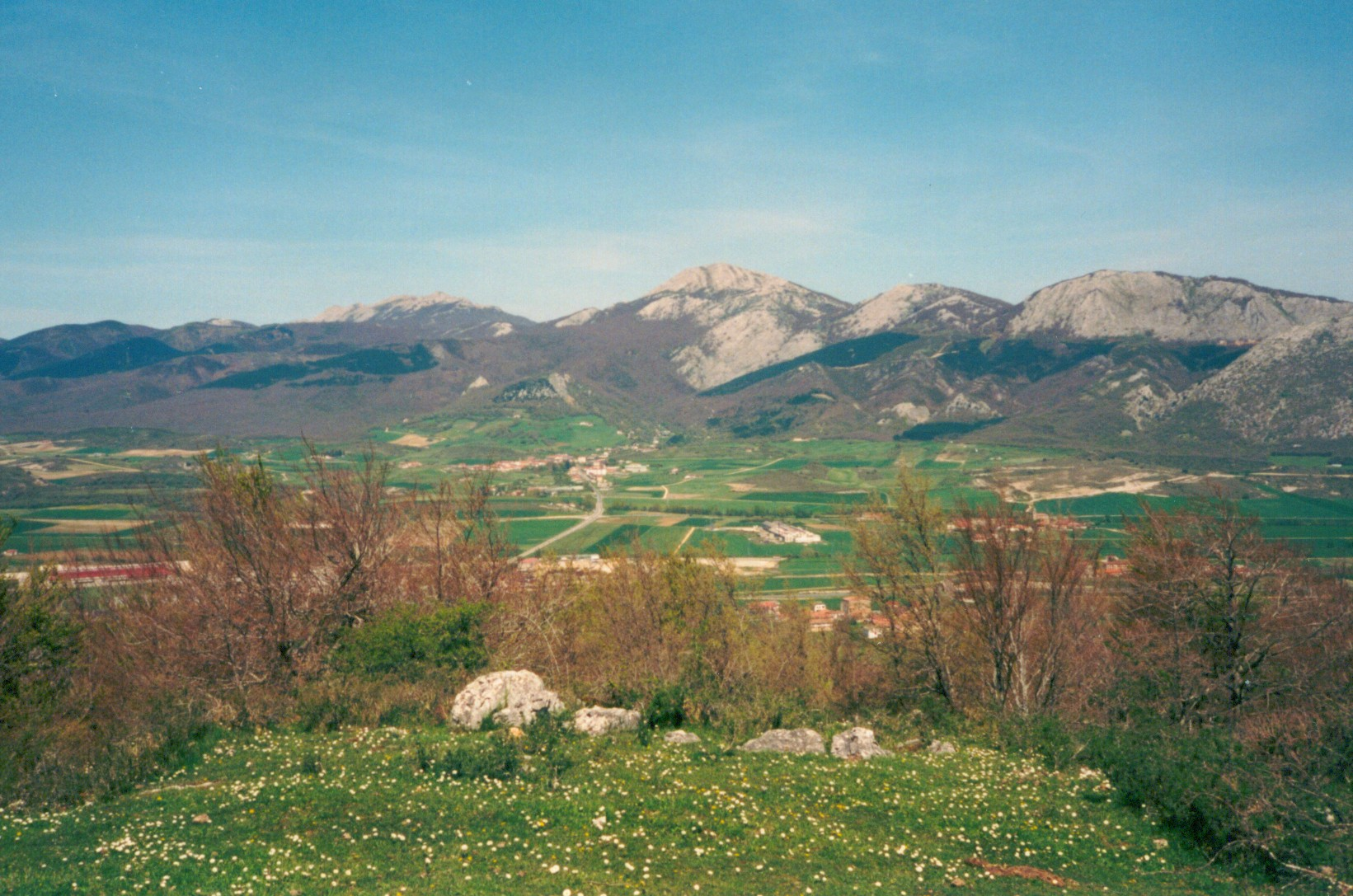
Aratz - Alava (Llanada Alavesa).
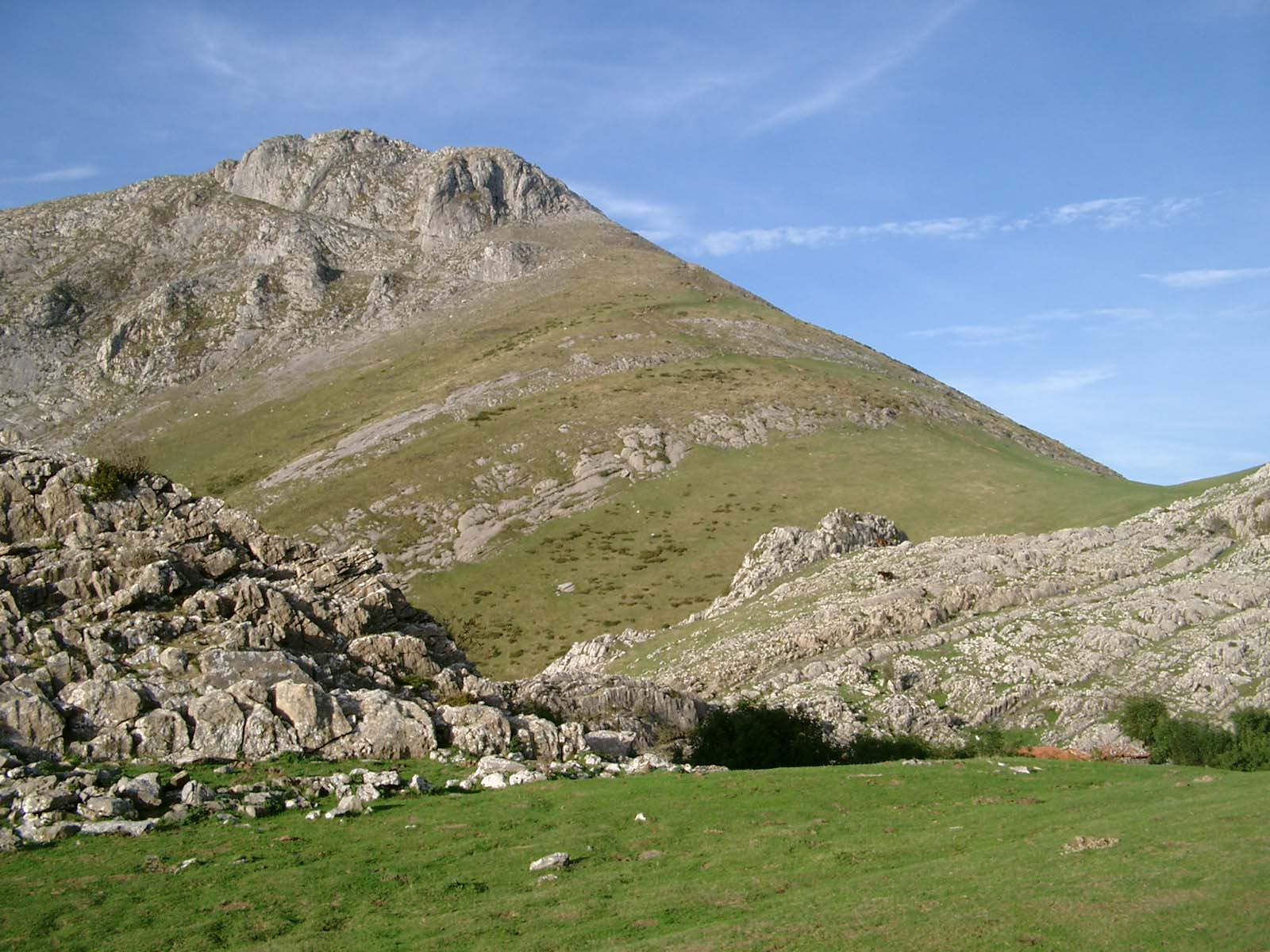
Le pic Txindoki, mont Aralar.
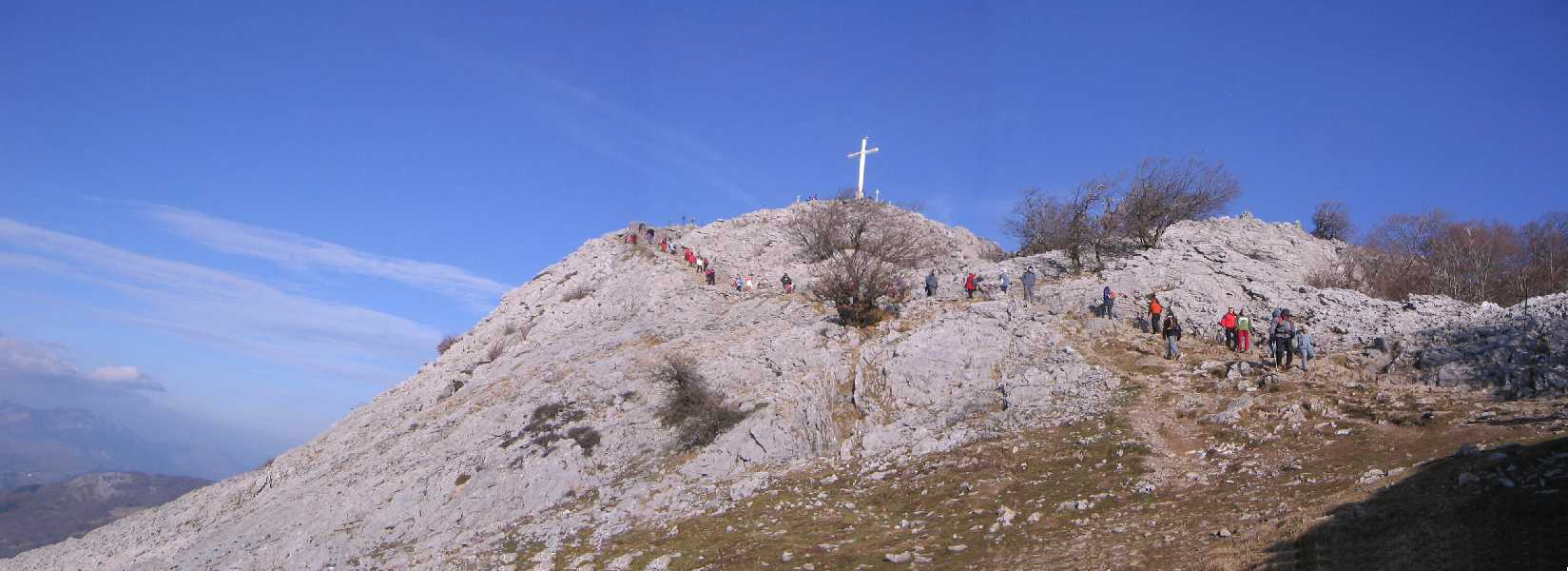
Le sommet de l'Hernio.
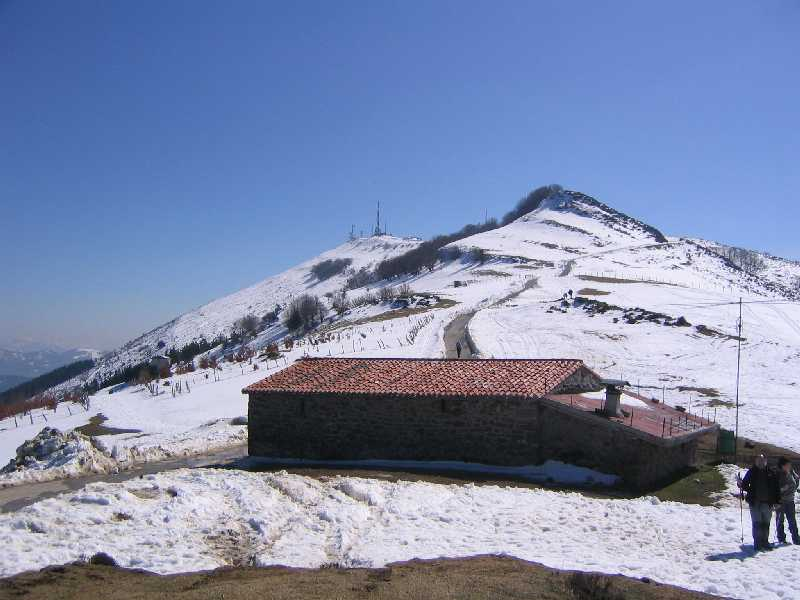
Le mont Oiz.
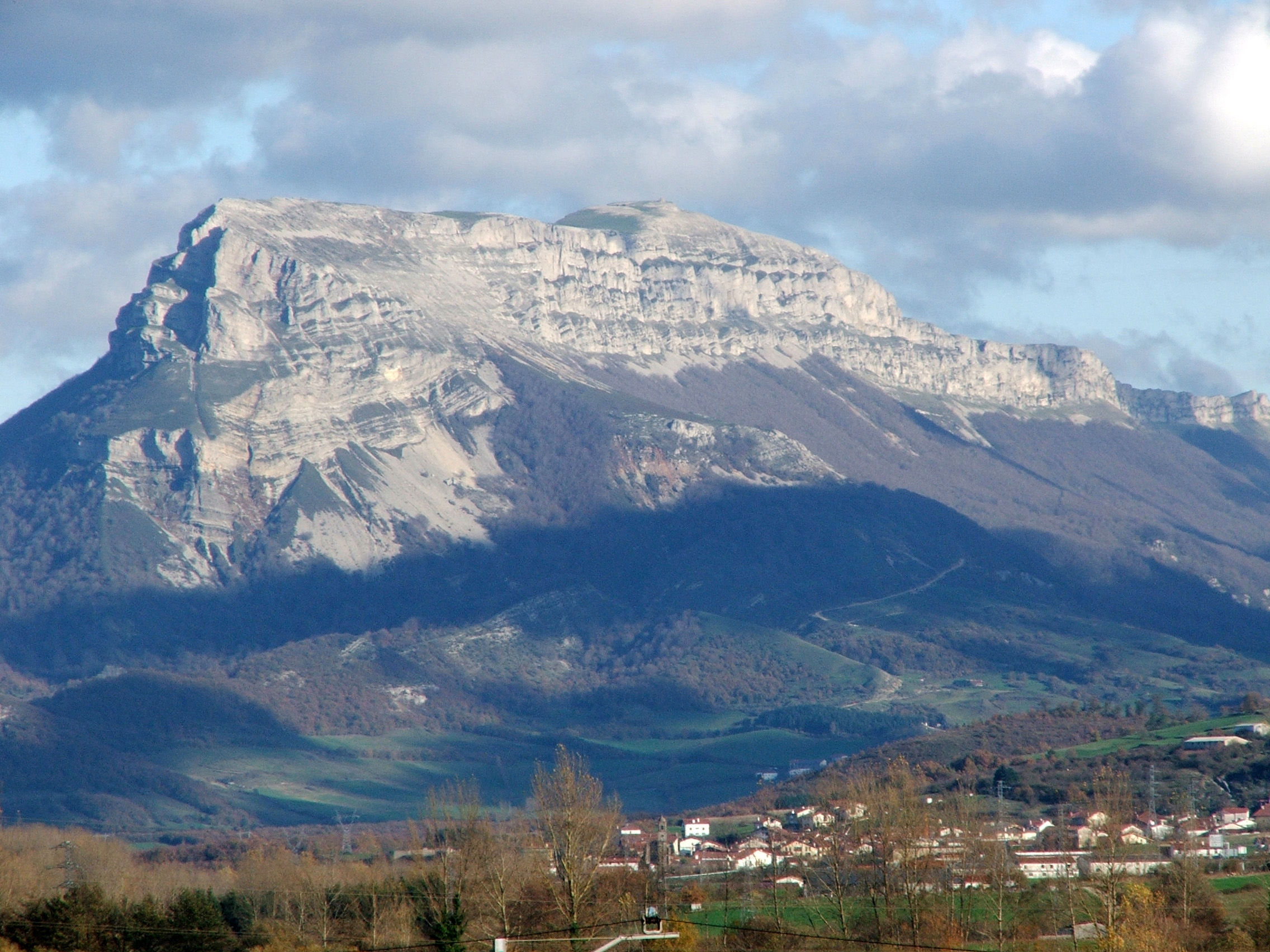
Le mont Beriain depuis Altsasu.

### Géologie
La chaîne est presque entièrement constituée de roches sédimentaires à majorité calcaires.
Les plis géologiques datent du Mésozoïque : ces plis ont une direction générale ouest-est, avec une légère courbure qui leur donne la forme d'un arc.
La création de cet arc montagneux du Pays basque est, comme pour la chaîne des Pyrénées et la chaîne Cantabrique, le résultat de l'interaction entre la plaque ibérique et la plaque eurasiatique lors de l'orogenèse alpine. En fait, pour de nombreux chercheurs, ces trois chaînes de montagnes font partie de la même structure géologique.
Pourtant, les montagnes basques constituent une zone de moyenne montagne, dont le point culminant est Aketegi avec 1 551 mètres, zone moins élevée que les Pyrénées ou les monts Cantabriques.

### Climat
Le sillon côtier formant la ligne de partage des eaux entre les bassins méditerranéen et atlantique, le climat au nord de la chaîne est plus doux et plus océanique, alors qu'au sud les hivers sont froids et neigeux, et les étés secs et chauds ; en général un climat plus méditerranéen est présent au sud du sillon côtier, tout en étant plus froid.
La couverture neigeuse hivernale est très irrégulière. De novembre à avril, la neige peut tomber au-dessus de 700 mètres mais les conditions atmosphériques instables du golfe de Gascogne peuvent provoquer de grandes accumulations de neige et une hausse subite des températures peut déclencher la fonte en quelques jours sous l'action du vent en effet de foehn. Ces fontes soudaines sont à l'origine d'inondations, en particulier au nord de l'Alava.

### Faune et flore
Les pentes sont en général douces mais il y a de nombreux pics calcaires et des falaises dans lesquelles les vautours nichent.
On trouve une végétation océanique abondante, comme le hêtre, le chêne, le bouleau, et certaines espèces comme le chêne vert ou le pin de Monterey (ce dernier ayant été artificiellement introduit pour reboiser la région).

## Histoire

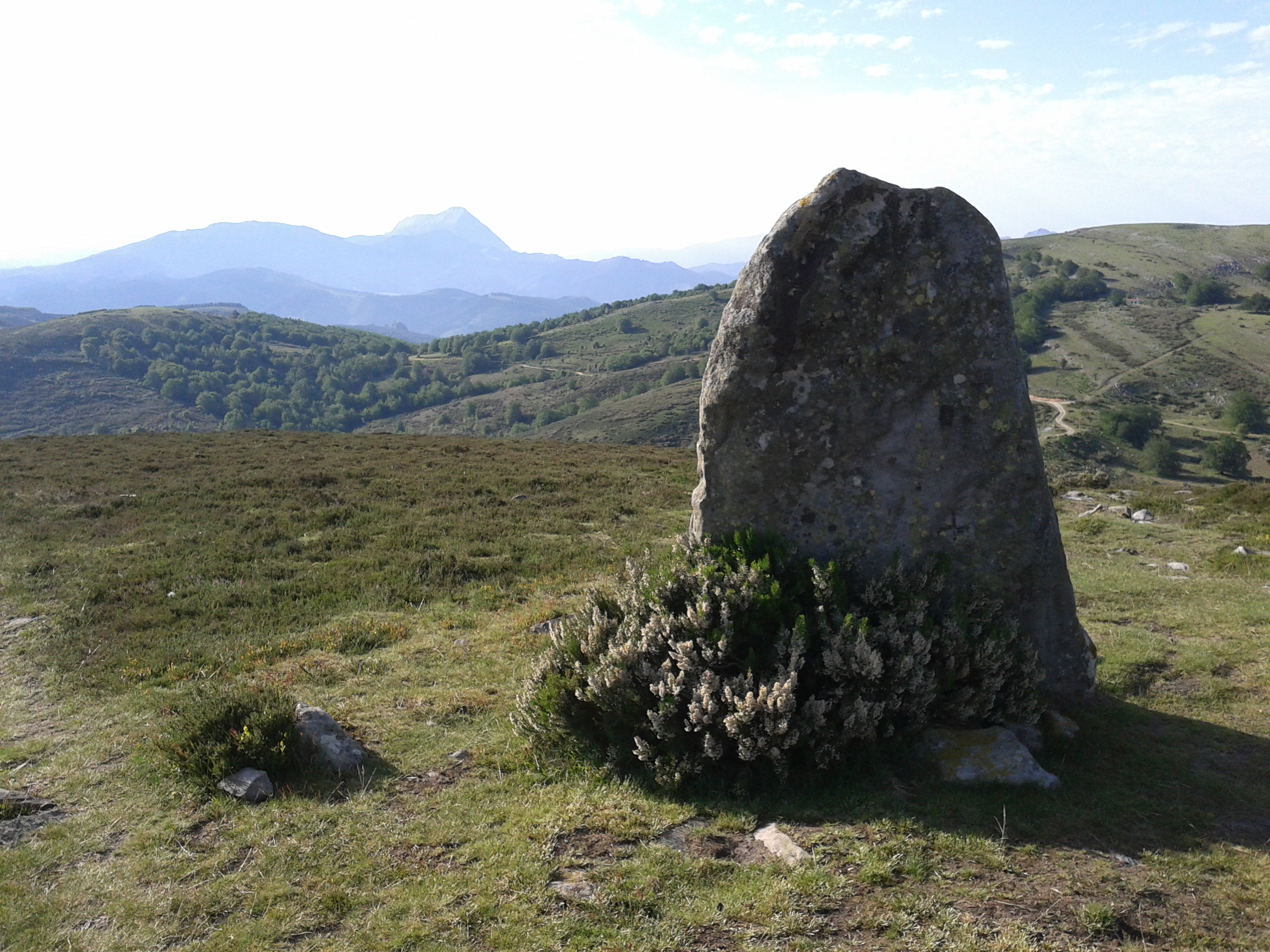
Le menhir de Mugarriluze, dans le massif d'Elgea.
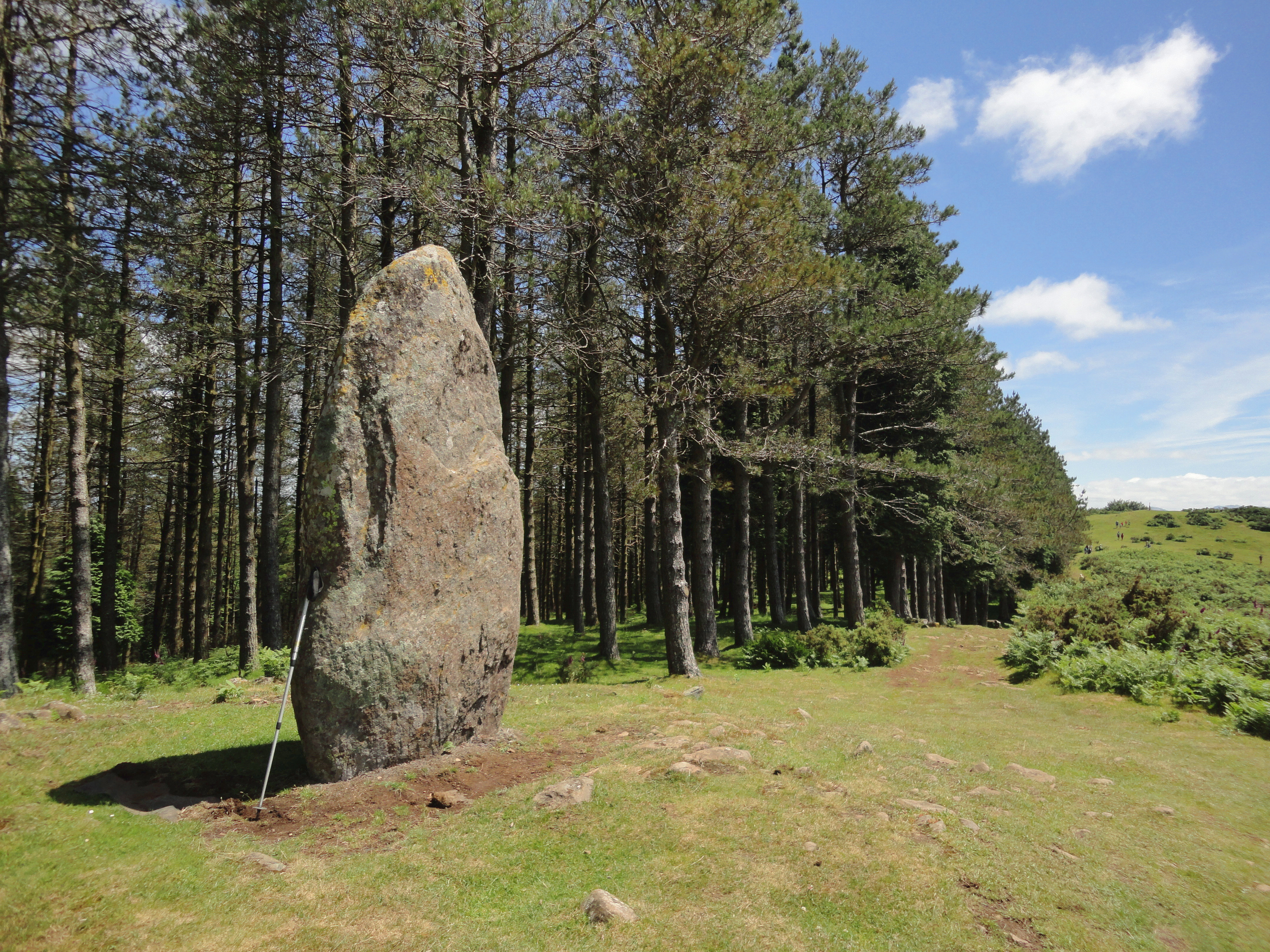
Le menhir d'Arribirilleta, entre Soraluze et Azkoitia.
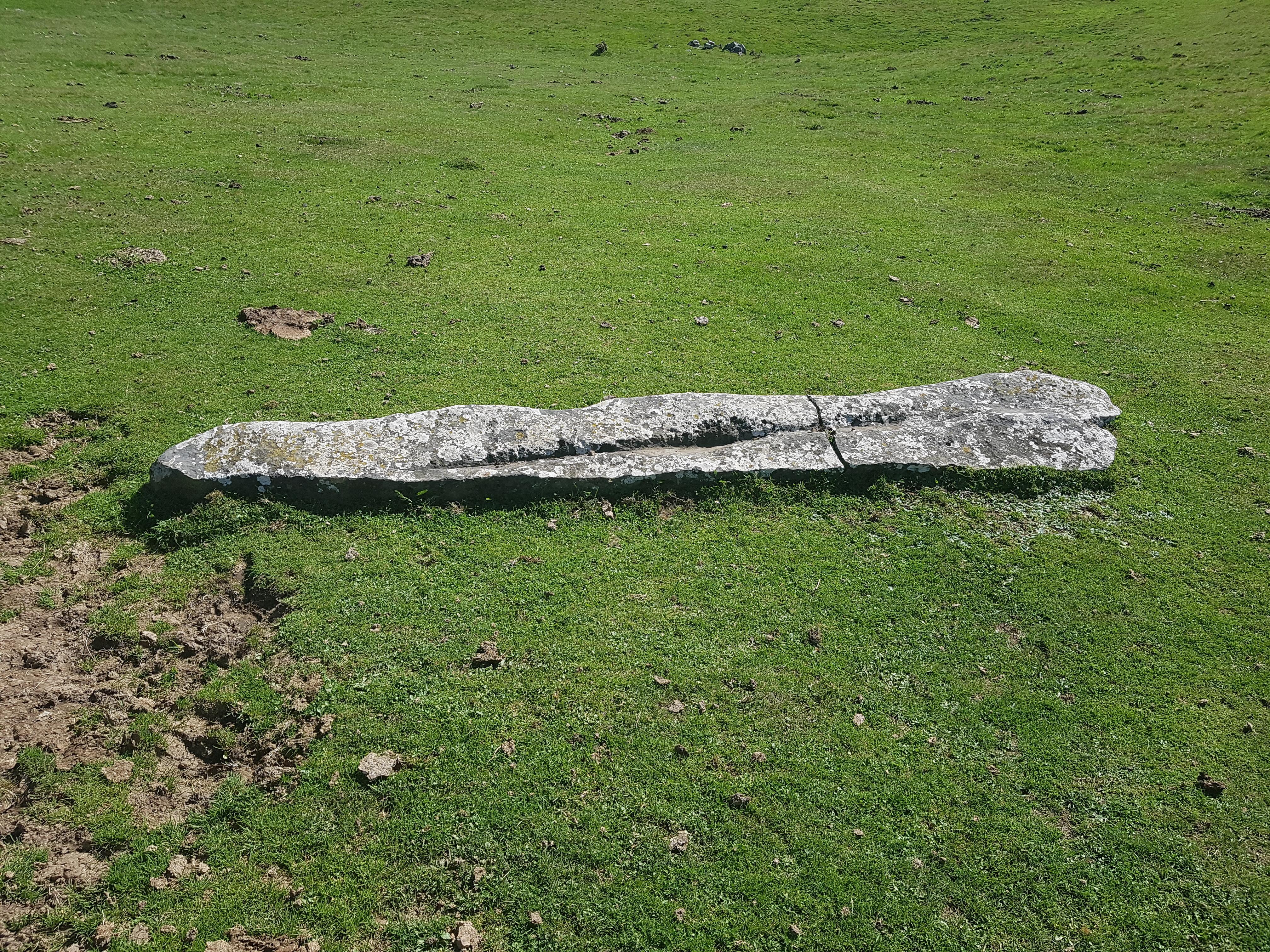
Le menhir couché de Saltarri, dans le parc naturel d'Aralar.
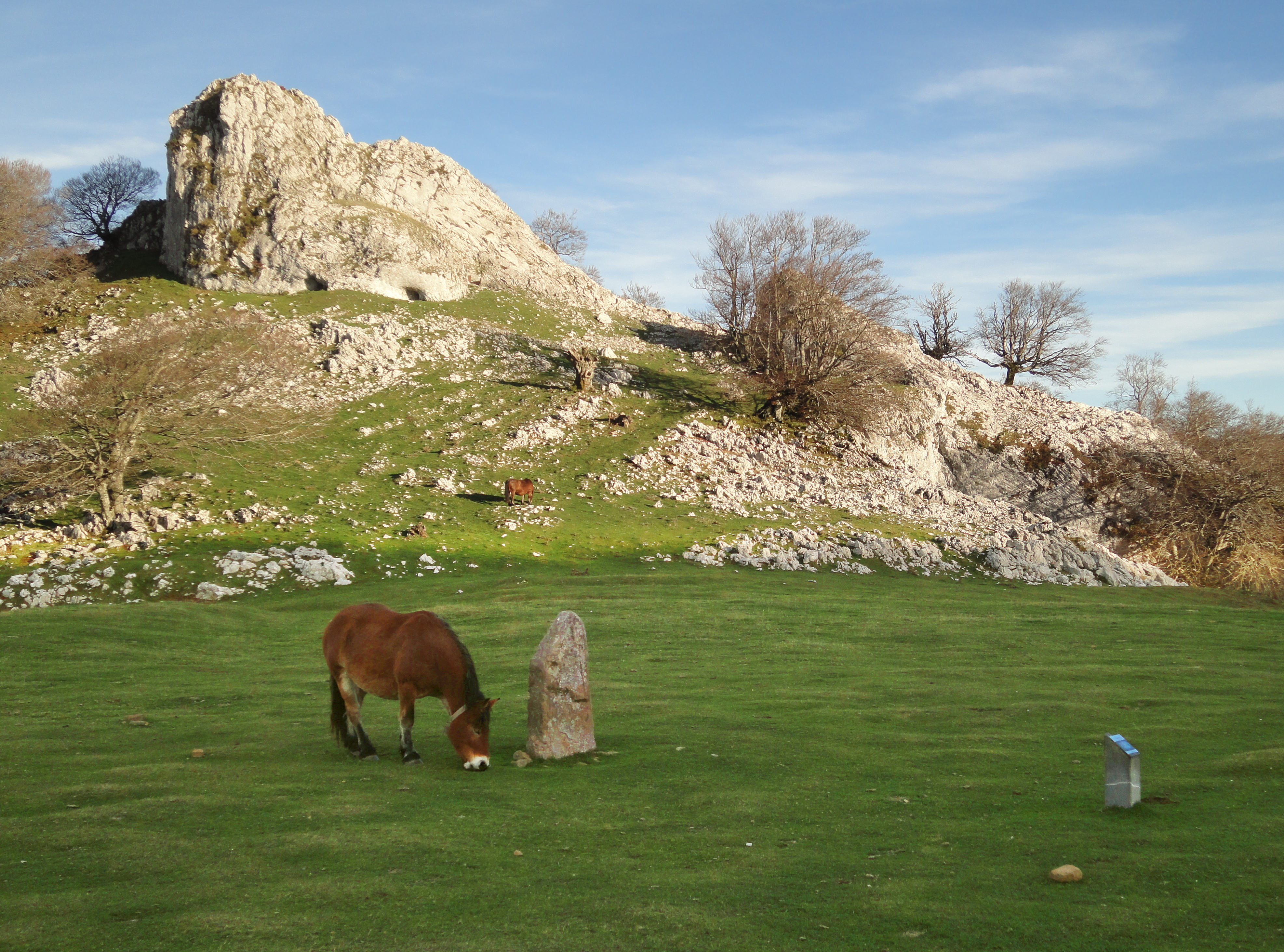
Le petit menhir de Zorrotzarri, dans le massif d'Aizkorri.
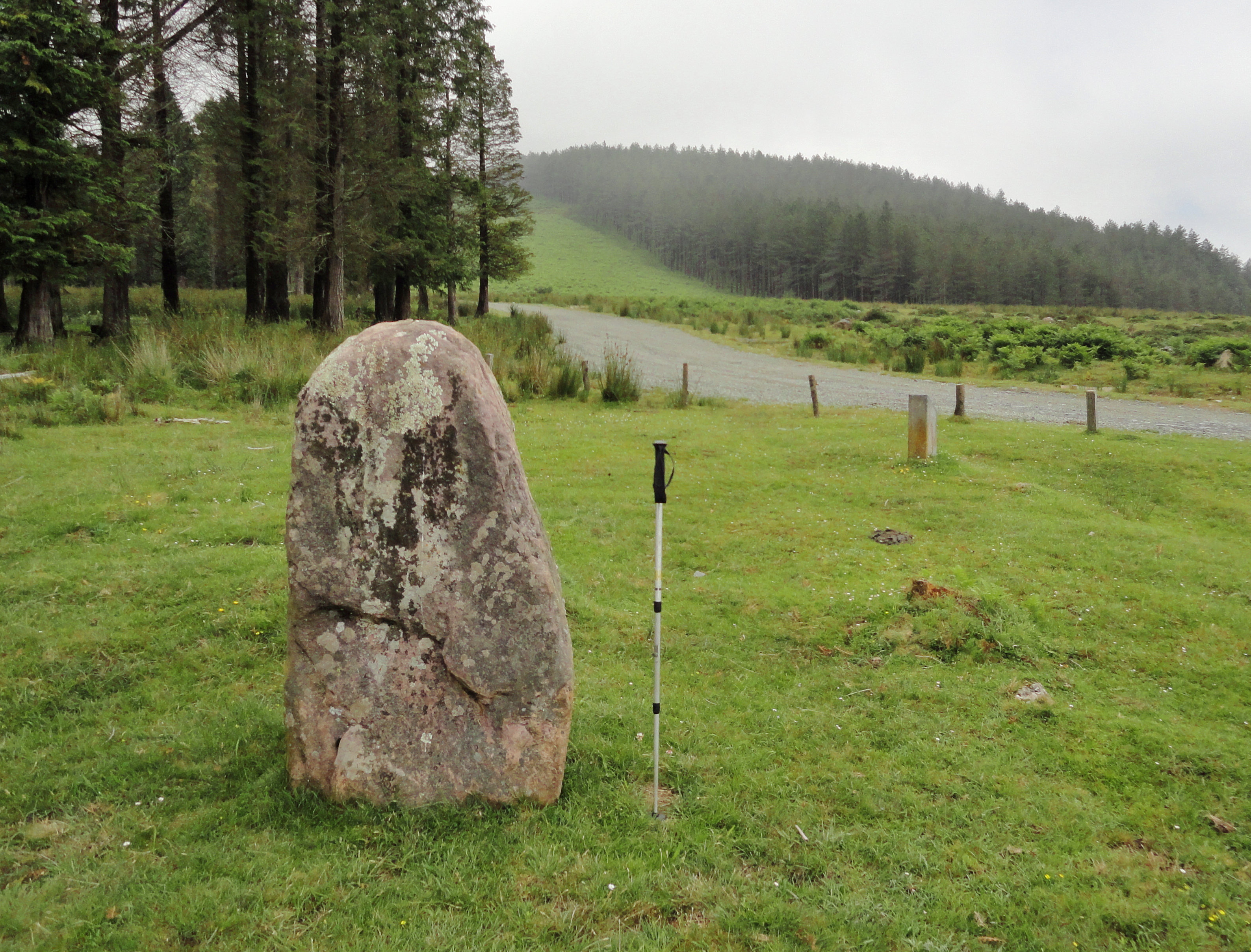
Le menhir d'Usobelartza, près d'Andoain.